# Liga Humanista Laica de Brasil

Logotipo

La Liga Humanista Laica de Brasil (en portugués Liga Humanista Secular do Brasil) es una organización sin ánimo de lucro dedicada a la difusión del escepticismo y la literatura científica y la lucha por la separación iglesia-estado y los derechos humanos
Se fundó en Porto Alegre, Rio Grande do Sul, el 1 de febrero de 2010, precedida de las actividades de su blog "Bule Voador", el mayor sitio web laico del país. El nombre "Bule Voador" significa "Tetera voladora" y hace referencia a la Tetera de Russell.
Es miembro de las organizaciones International Humanist and Ethical Union y Atheist Alliance International.

## Campañas
Ha tomado parte en más de cien ciudades contra la lapidación de Sakineh Mohammadi Ashtiani y otras personas en Irán, ha tenido cobertura mediática en su campaña contra la homeopatía (Ver Campaña 10:23), y apoya reuniones locales de Skeptics in the Pub, así como campañas a favor de los derechos del colectivo LGBT.
La Corte Federal Suprema de Brasil tiene en cuenta a la asociación como portavoz contra la enseñanza religiosa en escuelas públicas.

## Miembros
La organización cuenta con 2.530 miembros en noviembre de 2012. Entre los miembros de honor destacan la activista Maryam Namazie, el lingüista Daniel Everett, el filósofo Daniel Dennett, la académica por los derechos humanos Debora Diniz y el congresista y activista LGBT Jean Wyllys, entre otros.